# Atmosfera de Mercuri

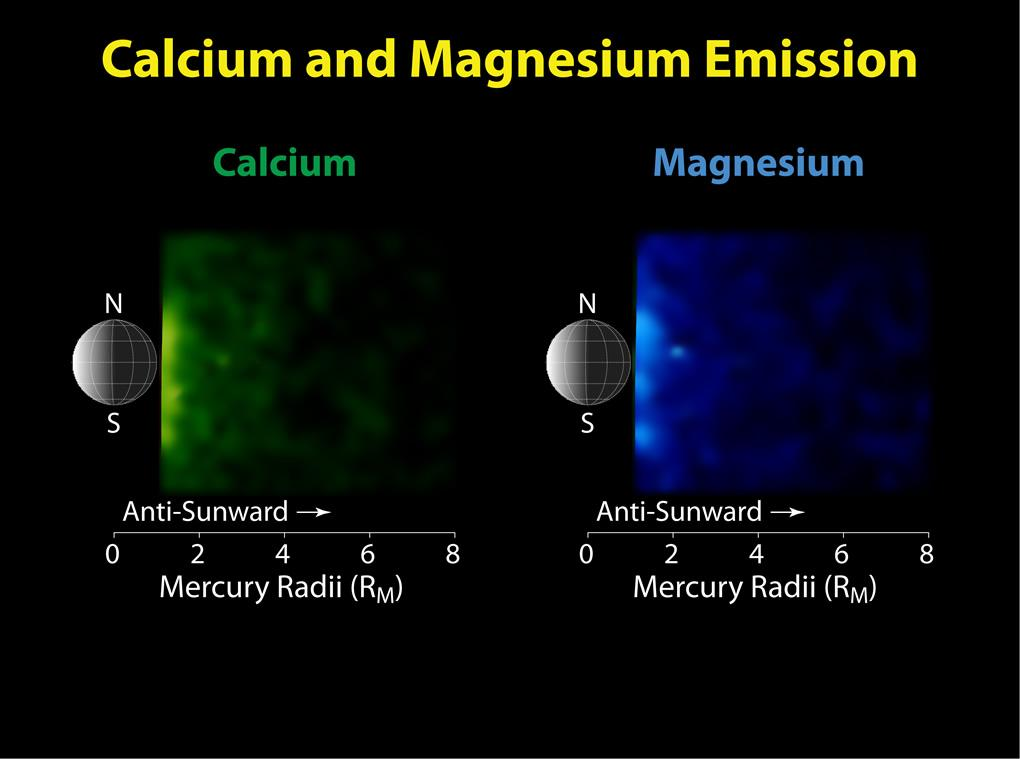
Emissions de calci i magnesi de la cua generada per l'efecte del vent solar sobre l'atmosfera de Mercuri

Mercuri, el planeta més petit i proper al Sol del sistema solar, té una atmosfera extremament tènue i variable (una exosfera vinculada a la superfície) que conté hidrogen, heli, oxigen, sodi, calci potassi i vapor d'aigua, amb un nivell de pressió conjunt d'aproximadament 10−14 bar (1 nPa). Les espècies de l'exosfera provenen o bé del vent solar o bé de l'escorça planetària. La llum solar allunya els gasos atmosfèrics del Sol, cosa que genera una cua com la d'un cometa al darrere del planeta.
L'existència de l'atmosfera de Mercuri fou objecte de debat fins al 1974, encara que aleshores ja havia emergit un consens que Mercuri, igual que la Lluna, mancava d'atmosfera significativa. Aquesta conclusió fou corroborada el 1974, quan la Mariner 10, una sonda espacial no tripulada, hi descobrí una atmosfera finíssima. Més endavant, el 2009, la nau espacial MESSENGER dugué a terme mesures més precises que revelaren la presència de magnesi en quantitats significatives a l'exosfera de Mercuri.